# Todo fue un show
«Todo fue un show» es una canción de la cantante mexicana Danna Paola, fue lanzada como segundo sencillo de su álbum de estudio homónimo. Fue escrita por Dany Tomas y Jose Luis Roma.
«Todo fue un show» es una balada romántica que líricamente describe un amor adolescente no correspondido.

## Video musical
El videoclip fue grabado en julio de 2012 en el Parque Turístico la Marqueza de México. En el video, Danna Paola fue acompañada por el modelo Aldrin Coto. El video fue dirigido por Ricardo Gascón y Esteban Madrazo.

## Posicionamiento en listas
| Lista (2012-2013)                       | Mejor posición |
| --------------------------------------- | -------------- |
| México Top Pop (Monitor Latino)         | 1              |
| México América Top 100 (México Top 100) | 1              |